# Der Hundeprofi
Der Hundeprofi ist eine Reality-Doku-Reihe, die vom Fernsehsender VOX gemeinsam mit der Encanto Film- und Fernsehproduktions GmbH entwickelt wurde. Die erste Folge der Reihe wurde am 30. August 2008 ausgestrahlt. Der Hundetrainer Martin Rütter unterstützt in der Reihe Familien mit Hunden bei deren Erziehung.

## Handlung
In jeder Episode werden in der Regel zwei Fälle geschildert, bei denen Hundehalter Probleme mit ihren Vierbeinern haben. Die Probleme sind ganz verschieden: die Hunde hören nicht auf die Kommandos von Frauchen und Herrchen, sind aggressiv oder zeigen andere Auffälligkeiten. Zunächst lässt sich Tierpsychologe Martin Rütter die Schwierigkeiten mit den Tieren in gewohnter Atmosphäre – also ohne dessen eigenes Eingreifen – zeigen. Meist liegt es am falschen Umgang der Halter mit ihren Hunden, die den Tieren falsche Zeichen geben. Der Tierpsychologe gibt den Haltern nun Tipps, wie sie Schritt für Schritt die Probleme beheben können. Am Ende der Episode besucht Martin Rütter die Hundehalter nochmals, um deren Fortschritte mit den Vierbeinern zu kontrollieren.

### Der V.I.P. Hundeprofi
Am 6. März 2010 startete VOX mit der Ausstrahlung einer Sonderform von Der Hundeprofi. In Der V.I.P. Hundeprofi kümmert sich Rütter um die Very Important Pets, die Vierbeiner von Prominenten, wie z. B. Sonja Zietlow oder Toni Polster und deren Probleme. Die erste Staffel der Sendereihe wurde ebenfalls von der Kölner Fernsehproduktionsfirma Encanto für VOX produziert.

## Auszeichnungen
Goldene Kamera 2010
- Nominierung in der Kategorie Beste Coaching-Sendung